# Oruza puncticosta
Oruza puncticosta är en fjärilsart som beskrevs av Holland 1894. Oruza puncticosta ingår i släktet Oruza och familjen nattflyn. Inga underarter finns listade i Catalogue of Life.